# Troglohyphantes affirmatus
Troglohyphantes affirmatus är en spindelart som först beskrevs av Simon 1913.  Troglohyphantes affirmatus ingår i släktet Troglohyphantes och familjen täckvävarspindlar.
Artens utbredningsområde är Spanien. Inga underarter finns listade i Catalogue of Life.